# Kaštel ve Strážkach
Kaštel Strážky je národní kulturní památka nacházející se ve Strážkách, místní části města Spišská Belá na východním Slovensku. Zámek (kaštel) je skvostem renesanční architektury na Slovensku. Za kulturní památku byl vyhlášen spolu s přilehlým parkem 30. 10. 1963 pod číslem ÚZPF 983.

## Stavba
Zámeček byl postaven na základech hradu z 13. století během let 1570-1590. Z původně gotické podoby byl přestavěn v renesančním duchu a v 18. století byl barokně-klasicistně upravený. Převládá renesanční sloh. Původně trojkřídlá budova byla po požáru v roce 1708 dobudována do čtvercového profilu s vnitřním nádvořím.

## Historie
- 1556 – Strážky se staly majetkem rodiny Horváth-Stansith, a to darováním Markovi Horváth Stanschitz de Gradecz[2] císařem Ferdinandem I.
- 1570 – počátky stavby zámečku
- 1588 – (1590?) Markov syn Gregor Horváth [3] založil v rodinném sídle významnou humanistickou protestantskou školu
- 1590 – ukončení stavby zámečku
- 1618 – 1628 – přestavba zámečku do dnešní podoby v renesančním slohu
- 1708 – požár zámečku
- 1711 – ukončení působení školy
- 18. století – koncem století přestavba s barokně-klasicistními úpravami
- 1862 – se do zámku nastěhoval baron Eduard Mednyánszky z Beckova. Z jeho, tehdy desetiletého syna Ladislava se stal malíř evropského formátu[4]
- 1972 - po smrti Markéty Czóbelovej[5] byl zámeček převeden na SNG

## Současnost
V kostele se nacházejí expozice SNG, která zámeček získala roce 1972 převodem po smrti majitelky Markéty Czóbelové. V parku je nainstalována expozice plastiky, v kostele jsou kromě sbírky historické knihovny a mobiliáře zámečku i expozice Ladislav Mednyánszky a Strážky a expozice Portrét 17. – 19. století na Spiši.

## Galerie

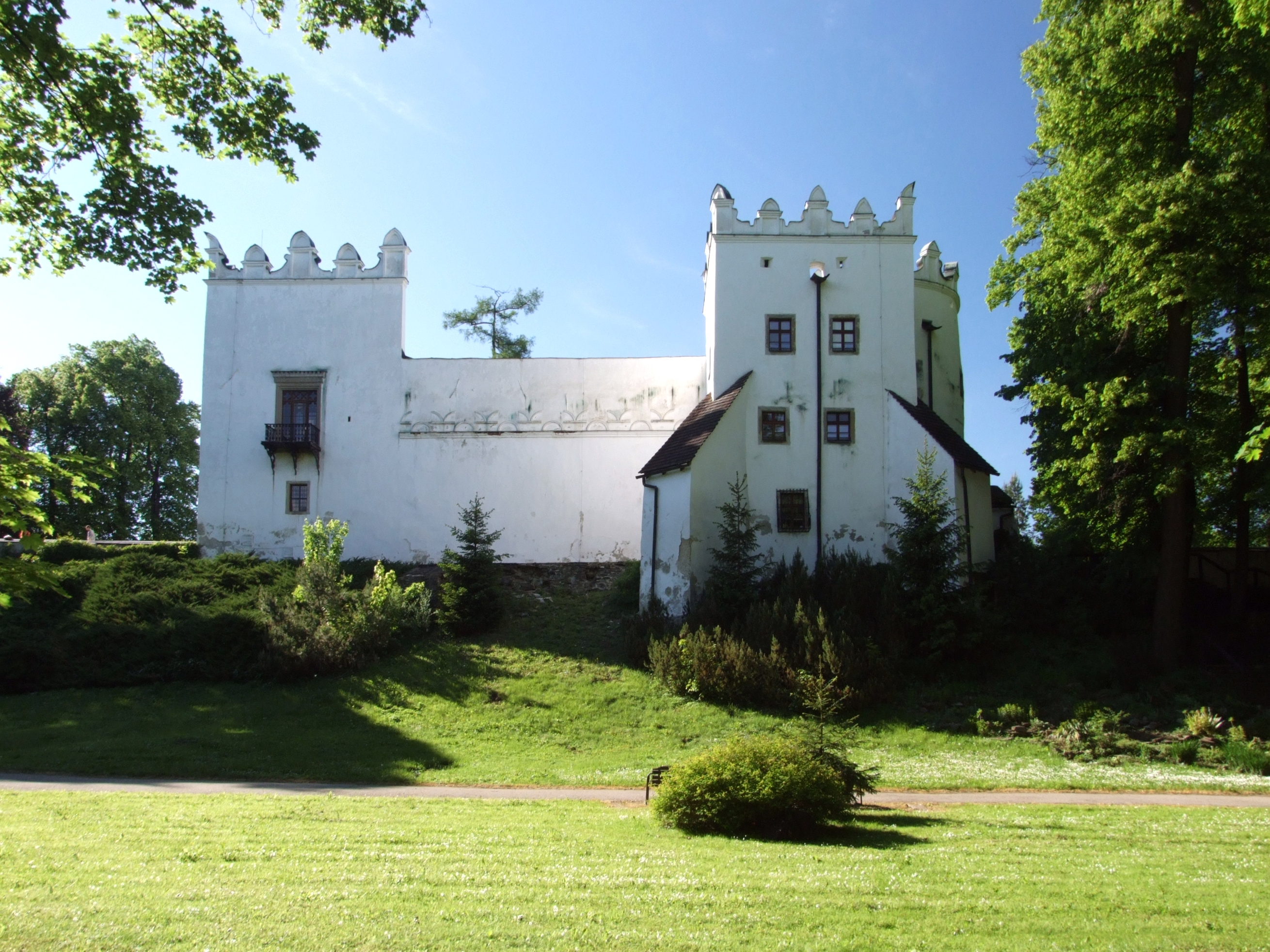
Pohled z parku
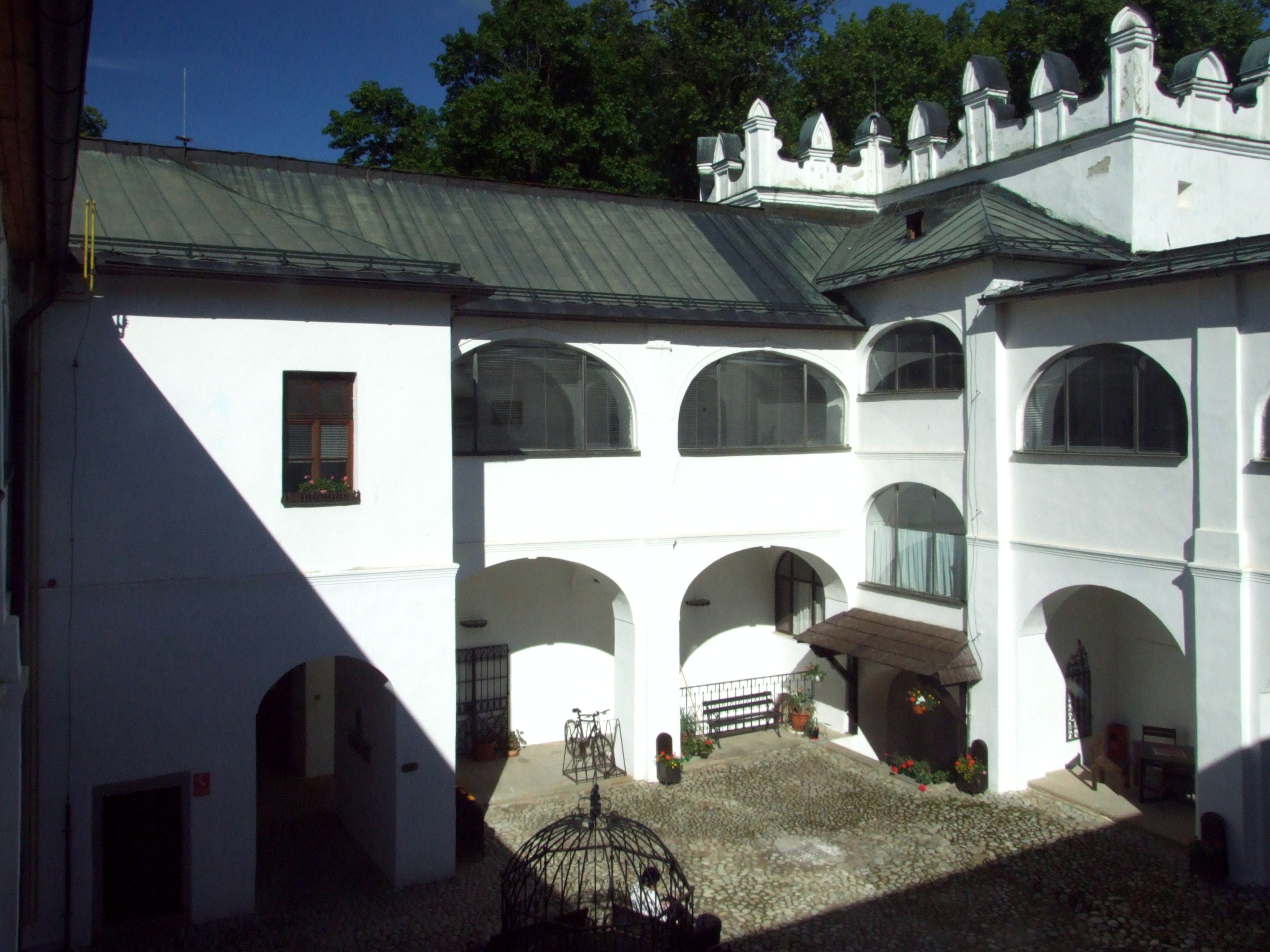
Nádvoří
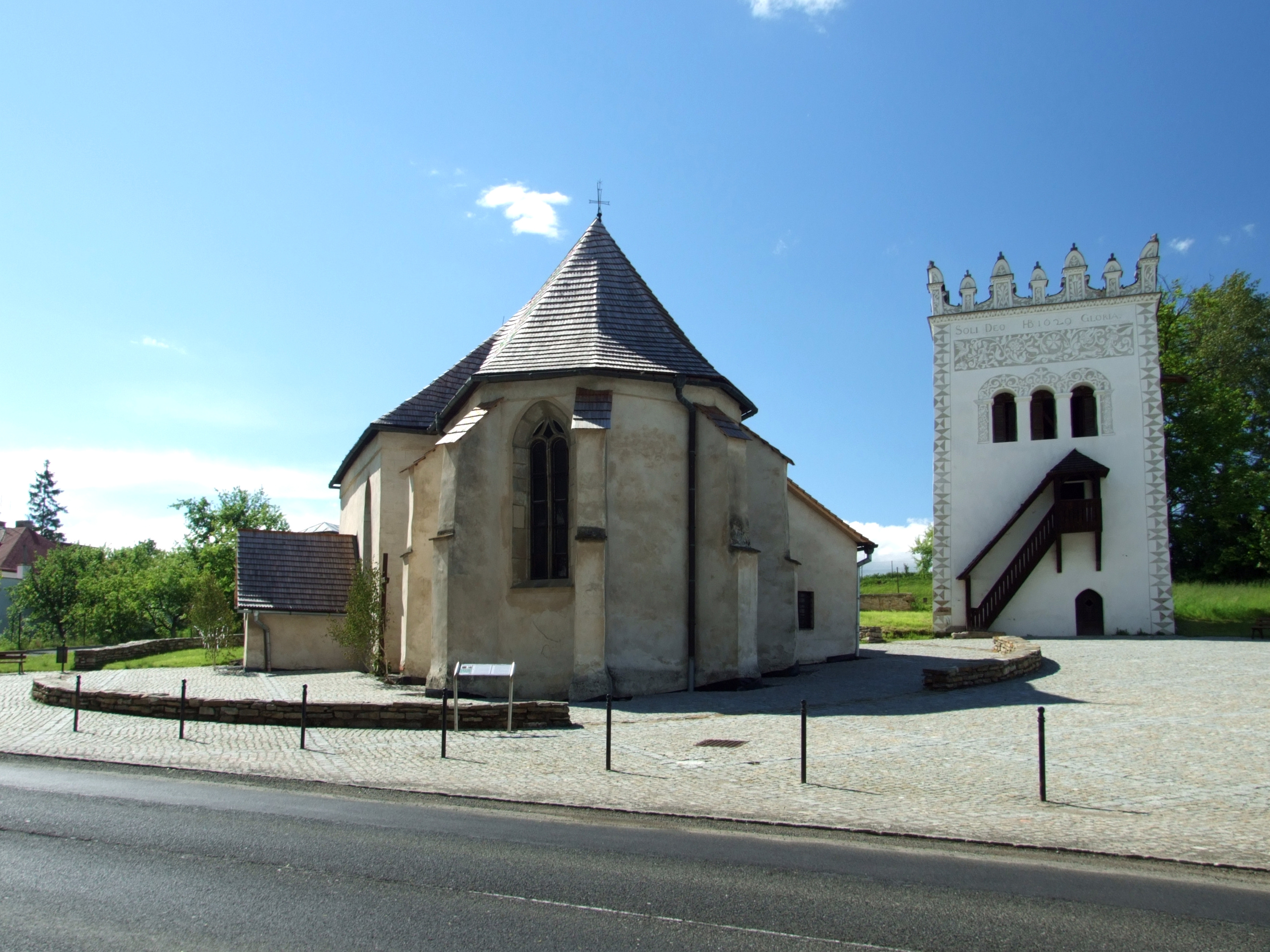
Kostel sv. Anny a zvonice
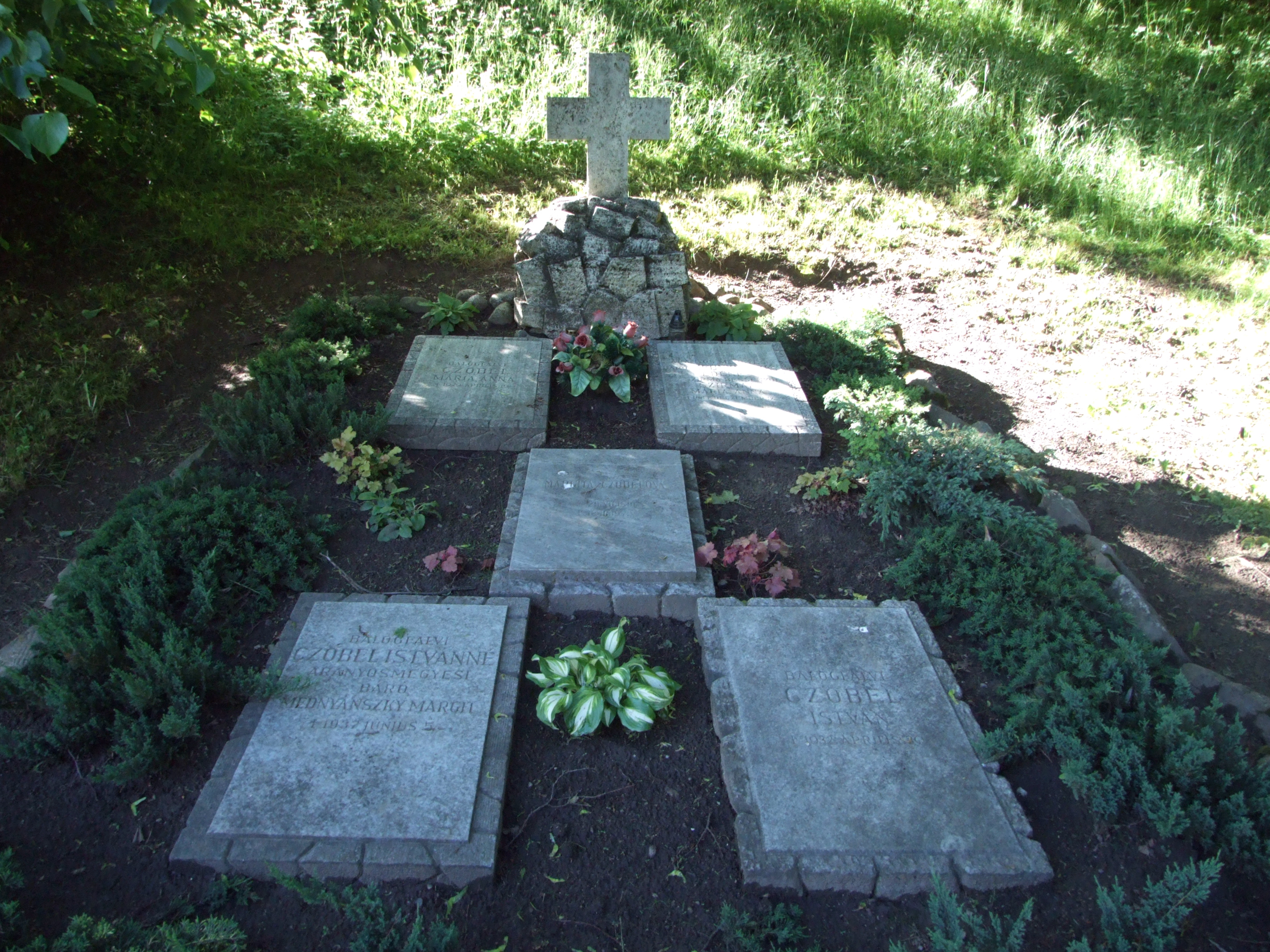
Hroby majitelů v parku kaštelu
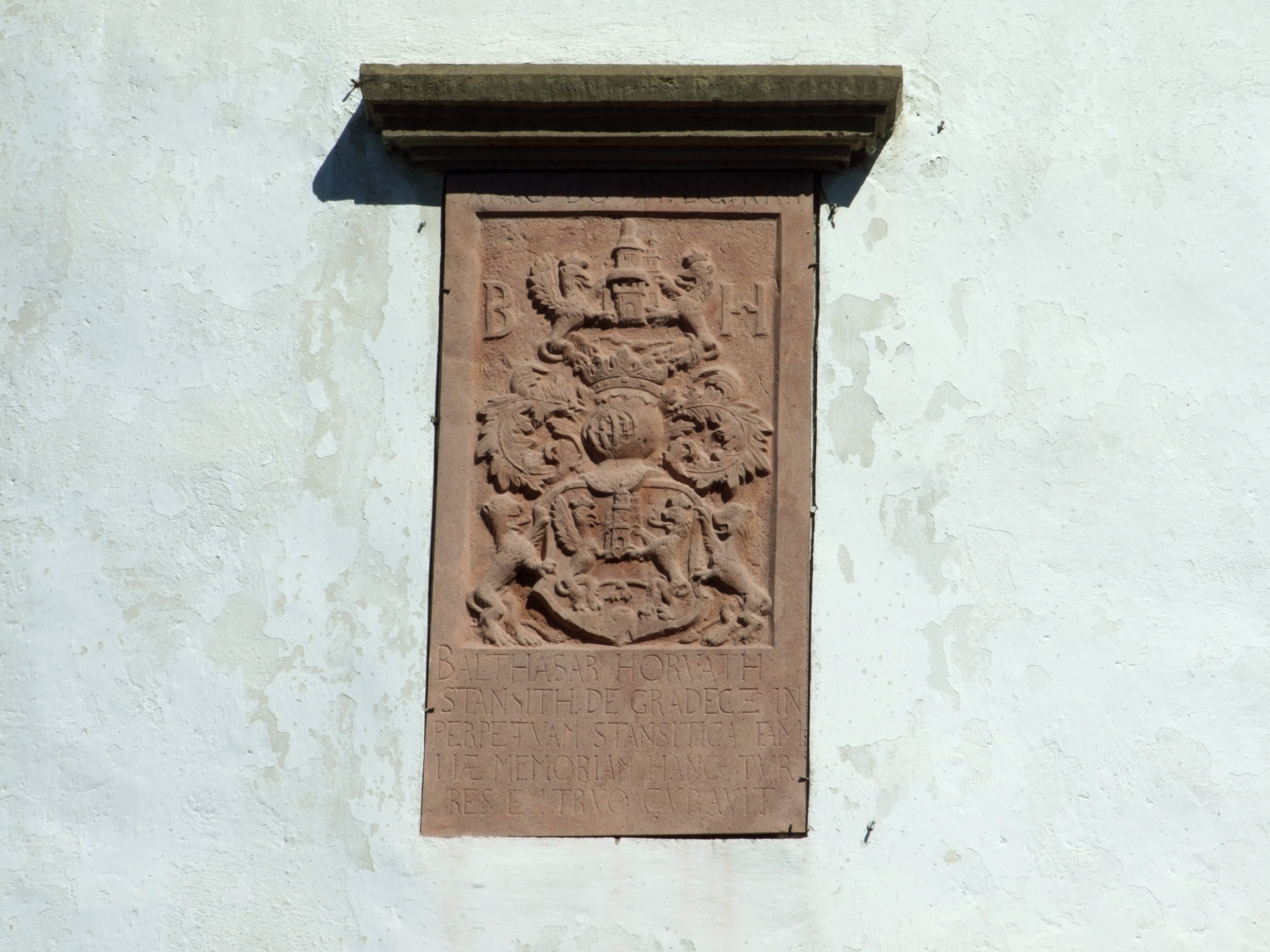
Erb zakladatele